# Gianluca Zambrotta
Gianluca Zambrotta (Como, 19 februari 1977) is een voormalig Italiaans profvoetballer en voetbaltrainer. Hij speelde onder meer voor Juventus, FC Barcelona en AC Milan. Zambrotta speelde ook jarenlang voor het Italiaans voetbalelftal.

## Clubvoetbal
Zambrotta begon zijn profloopbaan in het seizoen 1994/1995 bij Como Calcio in de Serie B als rechtermiddenvelder. Na de degradatie van de club uit zijn geboorteplaats naar de Serie C1 vertrok Zambrotta in 1997 naar AS Bari. Bij deze club debuteerde hij in de Serie A. Na twee goede seizoenen maakte Zambrotta voor 15,8 miljoen euro de overstap naar Juventus. Daar werd hij door coach Marcello Lippi omgevormd tot vleugelverdediger, een plaats die hij naar eigen verbazing uitstekend invulde. Met Juventus won Zambrotta vier keer de Italiaanse landstitel (2002, 2003, 2005, 2006) en uiteindelijk kwam hij tot 217 competitieduels en zeven Serie A-doelpunten voor La Vecchia Signora. Een Europese prijs met Juventus bleef uit, hoewel de club in 2003 de Champions League-finale na strafschoppen verloor van AC Milan. In 2006 was Juventus een van de Italiaanse clubs die teruggezet werd naar de Serie B vanwege het voetbalschandaal waarbij bestuursleden van clubs scheidsrechters hebben beïnvloed. Zambrotta wilde op het hoogste niveau blijven voetballen en vertrok voor 14 miljoen euro naar FC Barcelona, samen met de Fransman Lilian Thuram. De Italiaan tekende een contract voor vier jaar. Nadat hij daar twee seizoenen had gespeeld vertrok hij echter naar AC Milan. Hier zou hij vier seizoenen blijven voordat hij medio 2012 vertrok naar FC Chiasso als voetballer, om er in november 2013 trainer te worden. De club ontsloeg hem als zodanig in april 2015.

### Clubstatistieken
| seizoen | club         | land   | competitie       | duels | goals |
| ------- | ------------ | ------ | ---------------- | ----- | ----- |
| 1994/95 | Como Calcio  | Italië | Serie B          | 1     | 0     |
| 1995/96 | Como Calcio  | Italië | Serie C1         | 14    | 2     |
| 1996/97 | Como Calcio  | Italië | Serie C1         | 33    | 4     |
| 1997/98 | AS Bari      | Italië | Serie A          | 27    | 2     |
| 1998/99 | AS Bari      | Italië | Serie A          | 32    | 4     |
| 1999/00 | Juventus     | Italië | Serie A          | 32    | 1     |
| 2000/01 | Juventus     | Italië | Serie A          | 29    | 3     |
| 2001/02 | Juventus     | Italië | Serie A          | 32    | 1     |
| 2002/03 | Juventus     | Italië | Serie A          | 26    | 1     |
| 2003/04 | Juventus     | Italië | Serie A          | 30    | 1     |
| 2004/05 | Juventus     | Italië | Serie A          | 36    | 0     |
| 2005/06 | Juventus     | Italië | Serie A          | 32    | 0     |
| 2006/07 | FC Barcelona | Spanje | Primera División | 29    | 3     |
| 2007/08 | FC Barcelona | Spanje | Primera División | 29    | 0     |
| 2008/09 | AC Milan     | Italië | Serie A          | 34    | 1     |
| 2009/10 | AC Milan     | Italië | Serie A          | 24    | 0     |
| 2010/11 | AC Milan     | Italië | Serie A          | 15    | 0     |
| 2011/12 | AC Milan     | Italië | Serie A          | 7     | 1     |
| Totaal  | Totaal       | Totaal | Totaal           | 460   | 24    |

## Nationaal elftal
Zambrotta debuteerde voor het Italiaans nationaal elftal op 10 februari 1999 tegen Noorwegen. Hij kwam in totaal tot 92 interlands, waarin hij twee doelpunten maakte. Op het EK 2000 was hij basisspeler, maar miste hij de verloren finale door een schorsing die de Italiaan kreeg vanwege zijn twee gele kaarten in de halve finale tegen Nederland. Zambrotta was ook basisspeler op het WK 2002 en het EK 2004, maar beide toernooien verliepen teleurstellend voor de Squadra Azzurra. In de aanloop naar het EK maakte hij op 30 mei in een oefenduel tegen Tunesië wel zijn eerste interlanddoelpunt. Op het gewonnen WK 2006 speelde Zambrotta zes van de zeven wedstrijden en bovendien maakte hij in de kwartfinale tegen Oekraïne (3-0) de openingstreffer. Hij was in Duitsland een van de uitblinkers bij Italië en speelde zowel links- als rechtsachter in de verdediging. In de finale werd uiteindelijk na strafschoppen gewonnen van Frankrijk nadat de wedstrijd in 1-1 was geëindigd.

### Statistieken
| jaar       | elftal                     | toernooi               | wed. | goals |
| ---------- | -------------------------- | ---------------------- | ---- | ----- |
| 2000       | Italiaans elftal           | Europees kampioenschap | 4    | 0     |
| 2000       | Italiaans Olympisch elftal | Olympische Spelen      | 3    | 0     |
| 2002       | Italiaans elftal           | Wereldkampioenschap    | 4    | 0     |
| 2004       | Italiaans elftal           | Europees kampioenschap | 3    | 0     |
| 2006       | Italiaans elftal           | Wereldkampioenschap    | 6    | 1     |
| Bijgewerkt | 23-07-2006                 |                        |      |       |

## Erelijst
Juventus
- Serie A: 2001/02, 2002/03
- Supercoppa Italiana: 2003
- UEFA Intertoto Cup: 1999

 FC Barcelona
- Supercopa de España: 2006

 AC Milan
- Serie A: 2010/11
- Supercoppa Italiana: 2011

 Italië
- FIFA WK: 2006

Individueel
- UEFA Euro 2004: UEFA Europees Kampioenschap Team van het Toernooi
- UEFA Team van het Jaar: 2006
- FIFPro World XI: 2006
- FIFA WK 2006: All-Star Team

Onderscheidingen
- Vierde Klasse / Officier: Officiële Orde van Verdienste van de Italiaanse Republiek: 2006
- CONI: Gouden Kraag van Sportverdienste: 2006
- Vijfde Klasse / Ridder: Ridderorde van Verdienste van de Italiaanse Republiek: 2000